# Svaz pro rozhodné křesťanství

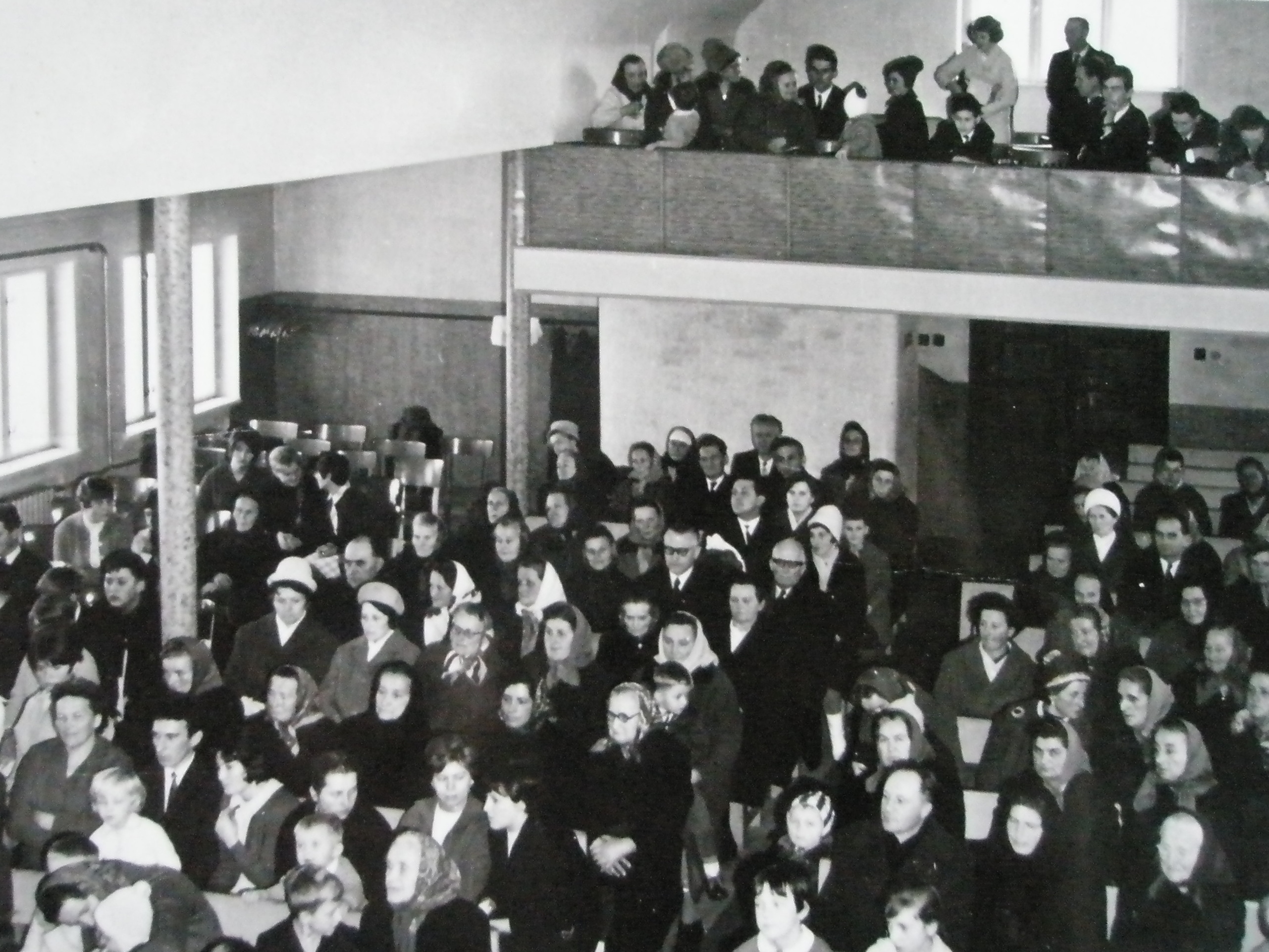
Modlitebna Rozhodných křesťanů v Neborech

Svaz pro rozhodné křesťanství (pol. Związek na rzecz Stanowczego Chrześcijaństwa, něm. Bund für entschiedenes Christentum) byl náboženský spolek, který vznikl roku 1910 na Těšínsku. Jednalo se o první organizované letniční společenství na území dnešní České republiky.
První modlitebna byla otevřena roku 1912 v Neborech.
Po rozdělení Těšínska působili rozhodní křesťané jak v Československu, kde po zrušení náboženských spolků vstoupili roku 1951 do Jednoty českobratrské, tak i v Polsku, kde se roku 1947 včlenili do Sjednocené evangelikální církve (Zjednoczony Kościół Ewangeliczny).